# Henri-Frédéric Amiel
Pour les articles homonymes, voir Amiel.
Henri-Frédéric Amiel, né le 27 septembre 1821 à Genève et mort le 11 mai 1881 dans la même ville, est un écrivain et philosophe suisse, auteur d'un journal intime exceptionnel tant par son volume (17 000 pages) que par la valeur et l'universalité de son message.

## Biographie
Il est le premier fils d'Henri Amiel et de Caroline Brandt. Deux tragédies familiales marquent son enfance : la mort de sa mère (d'une tuberculose), alors qu'il n'a que onze ans, et, moins de deux ans plus tard, le suicide de son père, qui se jette dans le Rhône. Henri-Frédéric, alors âgé de 13 ans, et ses deux sœurs cadettes, Fanny et Laure, sont recueillis par leur oncle Frédéric Amiel et leur tante Fanchette, déjà parents de onze enfants. Ce séjour dure sept ans. Après avoir commencé ses études dans sa ville natale, Henri-Frédéric voyage en Suisse, en Italie, en France et en Belgique. En Allemagne, il s'arrête d'abord pendant neuf mois à Heidelberg. Puis, de 1844 à 1848, à Berlin, il étudie la philosophie (avec Schelling), la psychologie (avec Friedrich Eduard Beneke), la philologie et la théologie. Il fut l'un des premiers étrangers  à s'intéresser à la philosophie de Schopenhauer, qu'il présenta à ses étudiants en 1866 déjà, mais son éducation et son caractère l'empêchèrent d'y adhérer, en lui faisant préférer celle de Krause.
En 1849, il revient à Genève et devient professeur d’esthétique et de littérature française, à l'université de Genève, grâce à son étude Du mouvement littéraire dans la Suisse romande et de son avenir. De 1854 jusqu'à sa mort, il conserve sa chaire de philosophie.
Il introduit dans les langues française et anglaise, aux alentours de 1860, le terme d’inconscient, au sens de ce qui est non conscient.
Vers 1870, Berthe Vadier écrit un cahier de poésie qu'elle soumet à H.-F. Amiel. De là débute une relation « d'un maître et d'une élève ». À la suite de cette rencontre, il va loger à la pension Chappuis, tenue par Berthe Vadier et sa mère, pour les dernières années de sa vie et il meurt chez elles. Il est enseveli au cimetière de Clarens.
Par testament, H.-F. Amiel confie à Fanny Mercier son Journal intime, sa correspondance, ses notes de cours, ses manuscrits. Berthe Vadier publie bon nombre d'informations en 1886 dans une première étude biographique sur Amiel.

## Œuvres
Amiel publia plusieurs volumes de poèmes, d’études historiques ou philologiques et des essais philosophiques influencés par la philosophie idéaliste allemande. L’œuvre la plus populaire qu'il publia durant toute sa vie était la chanson patriotico-militariste Roulez, tambours ! (1857).

### Journal intime
La postérité vint à Amiel grâce à son monumental journal intime de 17 000 pages (16 847 exactement), qu’il tint de 1839 à 1881. C’est après sa mort qu’on le découvrit. Les courts extraits qui furent publiés dès 1882 (cinq cents pages seulement furent retenues), en deux volumes, grâce aux soins d'une institutrice amie du diariste, Fanny Mercier, et du critique Edmond Schérer, provoquèrent une grande sensation à cause de la clarté de la pensée de l'auteur, de la sincérité de son introspection, de l'exactitude des détails, de sa vision découragée de l'existence et de sa tendance à la critique de soi. Ils influencèrent les écrivains de la fin du XIXe siècle et du début du XXe siècle non seulement en Suisse, mais aussi ailleurs en Europe (par exemple Léon Tolstoï).
L'intégralité du Journal d'Amiel a été publié en douze volumes aux éditions L'Âge d'Homme sous la direction de Bernard Gagnebin.
On y trouve notamment cette phrase devenue célèbre : « Chaque paysage est un état d'âme » (en allemand « jedes Landschaftsbild ist ein Seelenzustand »).

### Postérité et critiques duJournal
Depuis 1996, l'artiste français Gérard Collin-Thiébaut recopie le Journal intime d'Amiel. En avril 2025, il en est à son 147e cahier (mai 1866). Les dix premiers cahiers furent présentés en permanence dans « L'Atelier d'Aujourd'hui » de Gérard Collin-Thiébaut, au musée d'art moderne et contemporain de Genèveet font partie de la Collection du MAMCO.
Pascal Bruckner, dans Le Sacre des pantoufles (Grasset, 2022) jette un regard sans complaisance sur le journal d'Amiel, qui, selon lui, « incarne mieux qu'un autre notre destin d'événementiellement faibles ». Pour Bruckner, Amiel est un « velléitaire forcené », le seul diariste de l'histoire ayant « marqué une constance dans l'insipide qui lui vaudrait le titre d'empereur de l'atonie. »

### Autres œuvres

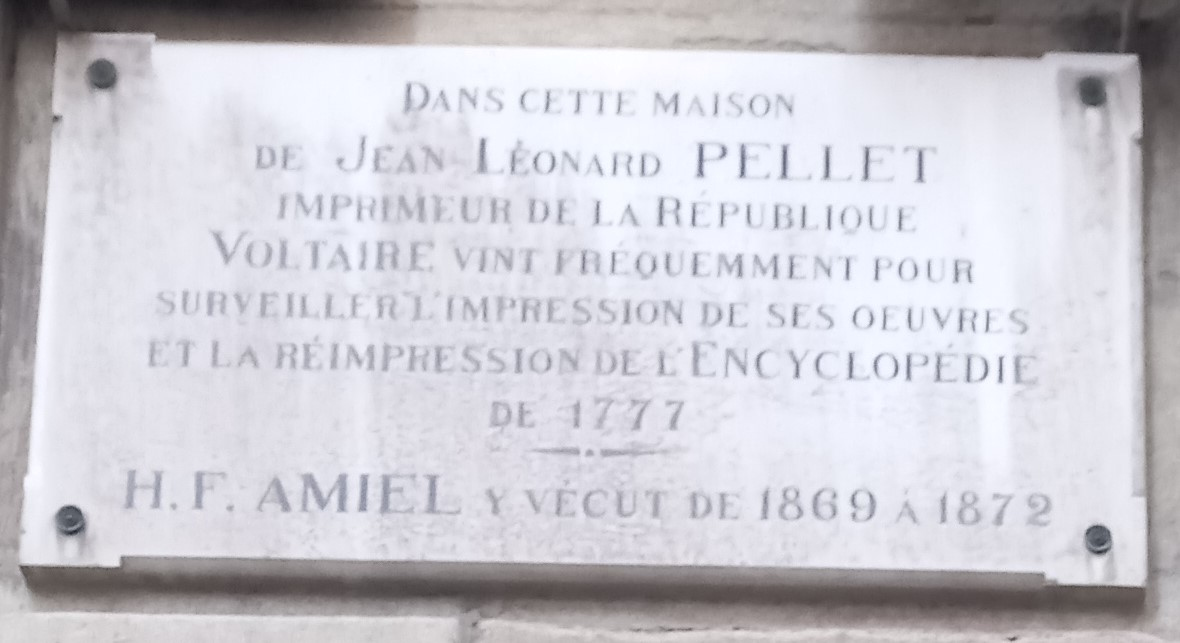
Plaque commémorative à la rue Étienne Dumont à Genève.

- Berlin au printemps de l’année 1848 (1849)
- Du mouvement littéraire dans la Suisse romane et de son avenir (1849)[8]
- Grains de mil (1854), poésies et pensées
- L'Académie de Genève. Étude (1859)
- Il penseroso (1858), poésies-maximes
- La Cloche (1860), poème de Schiller
- La Part du rêve (1863), nouvelles poésies
- L’Escalade de MDCII (1875), ballade historique
- Charles le Téméraire (1876), romancero historique
- Les Étrangères (1876), poésies traduites de diverses littératures
- L’Enseignement supérieur à Genève depuis la fondation de l’Académie depuis le 5 juin 1559 (1878)
- Jean-Jacques Rousseau jugé par les Genevois d’aujourd’hui (1879)
- Jour à jour (1880), poésies intimes
- Fragments d’un journal intime (1883-1884, 1887, 1923, 1927)
- Philine (1927), fragments inédits du Journal intime
- Lettres de jeunesse (1904)
- Essais, critiques (1931) (réédités en 2006)
- Frédéric Amiel - Élisa Guédin, Correspondance (1869-1881), Les Moments littéraires, Hors série no 3 (2020)

## Archives
Fonds : Papiers Henri-Frédéric Amiel (1700-1979) [14 mètres linéaires, papiers personnels, correspondances, œuvres, manuscrits scientifiques, journal intime, cours et travaux universitaires, papiers des familles Amiel et alliées (Stroehlin, Montilhon, Johannot, Foriel, Lagrange, Diedey, Brandt et Zimmermann), correspondances familiales, journal intime de sa mère Caroline Amiel, née Brandt (1801-1832).].  Cote : CH-000007-9 CH BGE Arch. Amiel 1-76, Ms. fr. 3001-3130, Ms. fr. 7264-7287, Ms. fr. 9126/1, Ms. fr. 9126/5-7, Ms. fr. 9138/2. Genève : Bibliothèque de Genève (présentation en ligne).